# 콜로미외
콜로미외(Colomieu)는 프랑스 오베르뉴론알프 앵주의 코뮌이다.
콜로미외 주민은 '콜로미아르' (Colomiards)라고 부른다.

## 지리
벨레 아롱디스망, 벨레 캉통에 속해 있으며, 뷔제쉬드 코뮌공동체의 일원이다.
벨레에서 남서쪽으로 8km 떨어진 지점에 위치해 있다.

## 역사
문헌상의 최초 기록은 13세기로 거슬러 올라간다. 지역 주민들을 대상으로 한 계보 조사 결과, 1475년 로시용 (Rossillon) 가와 1563년 쥘리아르 (Julliard) 가가 현재까지 거주하는 가장 오래된 가문인 것으로 조사되었다.

## 인구
| 연도        | 인구 | ±% p.a. |
| ----------- | ---- | ------- |
| 1968        | 98   | —       |
| 1975        | 97   | −0.15%  |
| 1982        | 122  | +3.33%  |
| 1990        | 114  | −0.84%  |
| 1999        | 128  | +1.30%  |
| 2007        | 117  | −1.12%  |
| 2012        | 118  | +0.17%  |
| 2017        | 140  | +3.48%  |
| 출처: INSEE |      |         |

## 명소

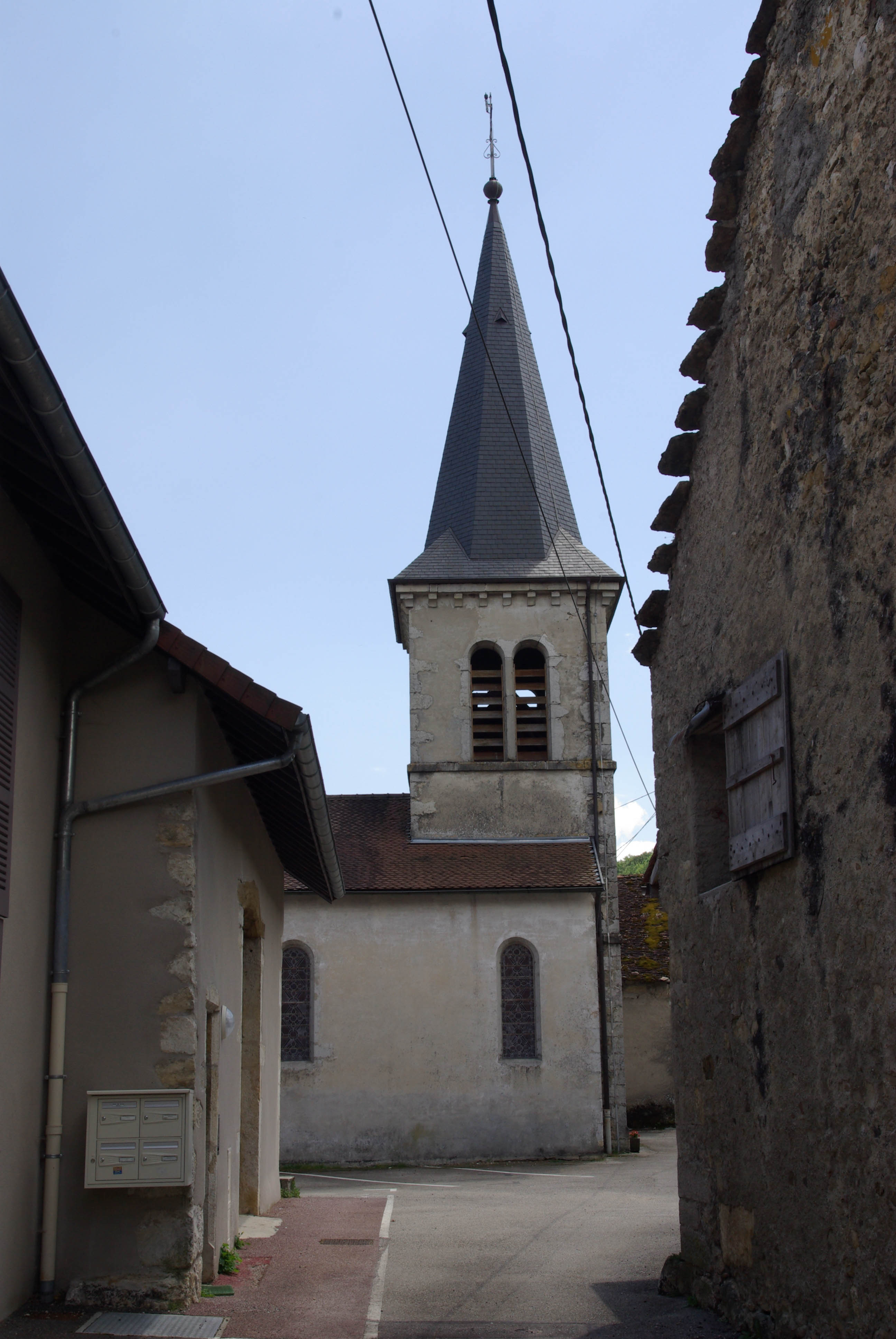
마을 교회
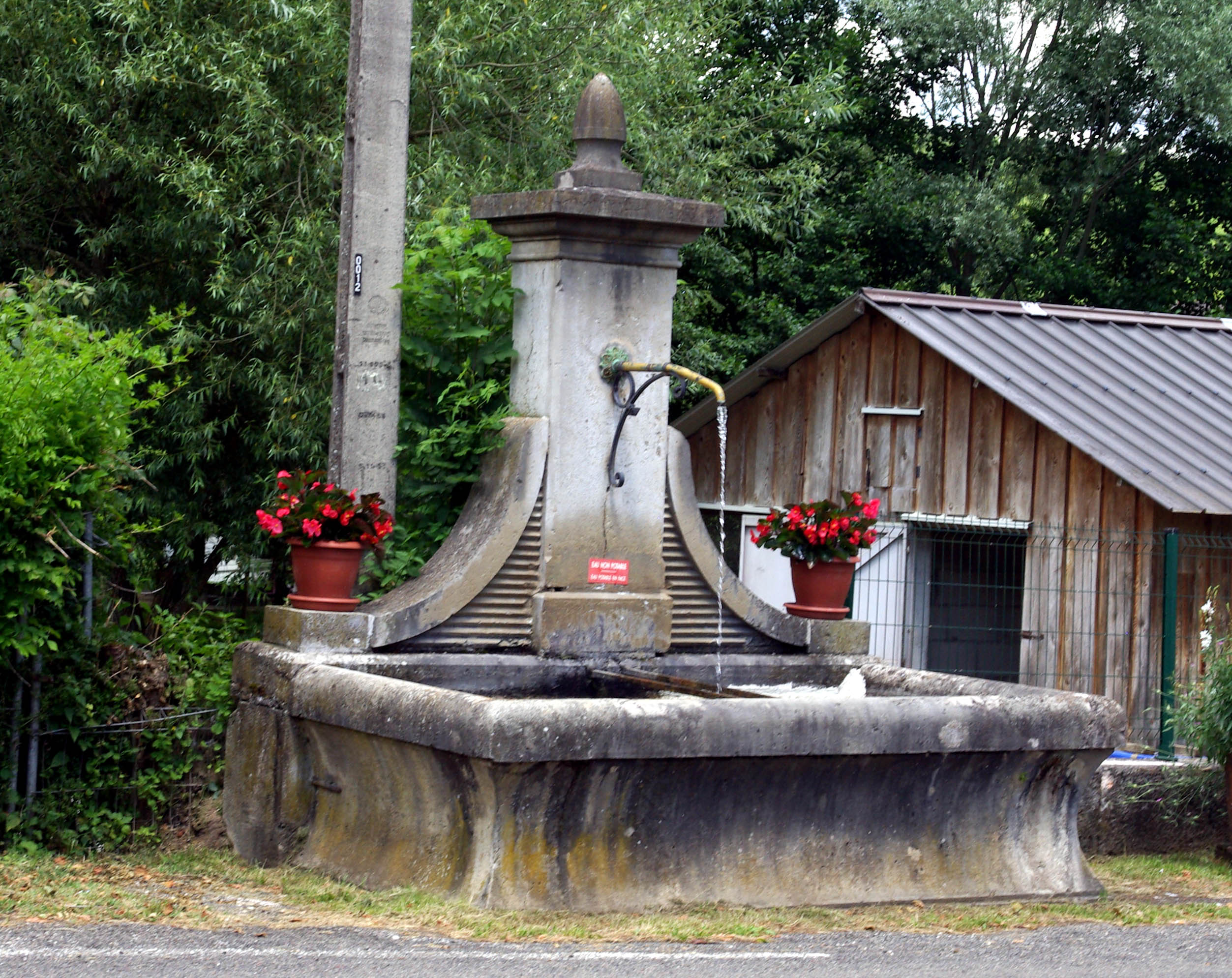
공공분수
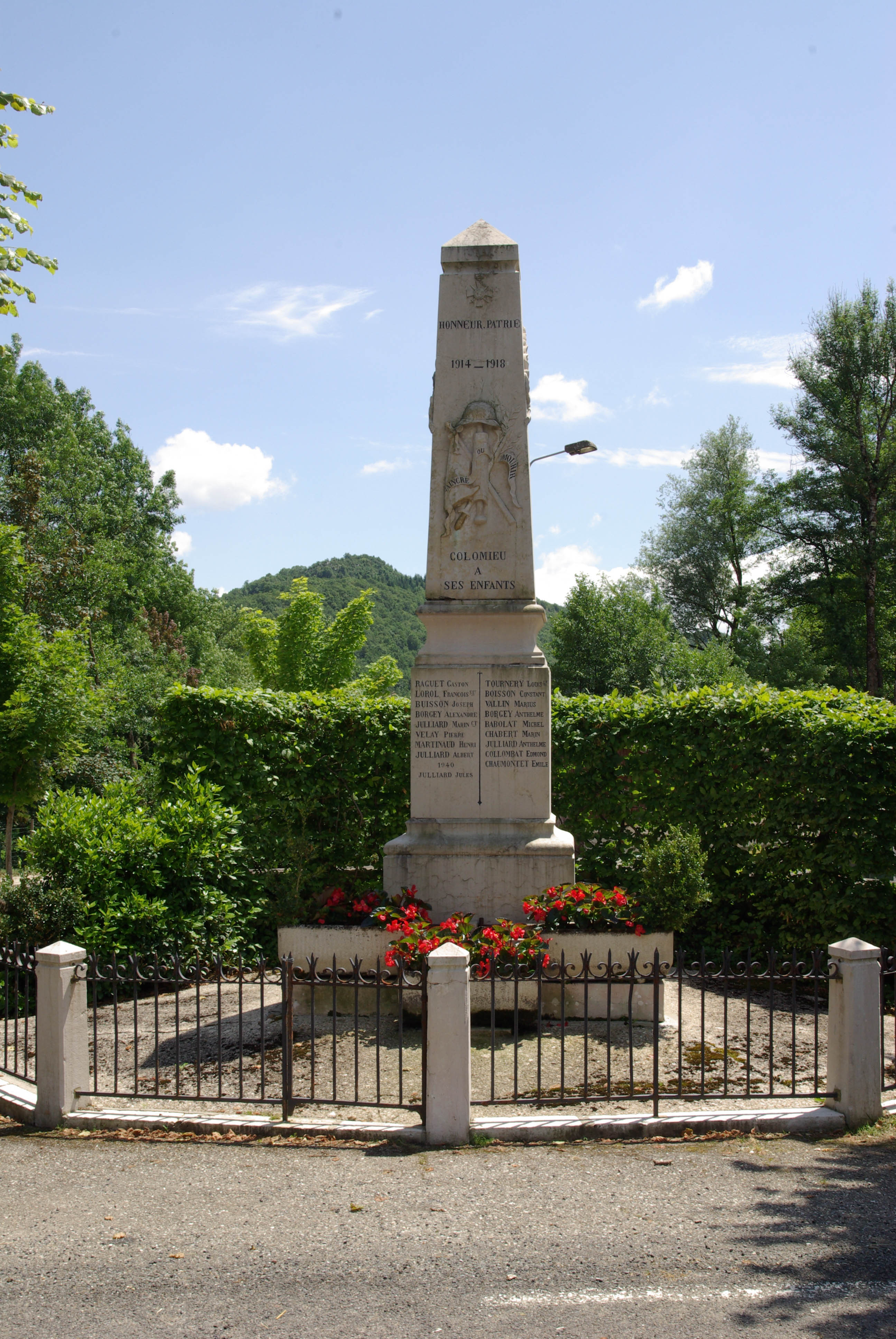
전쟁 추모비
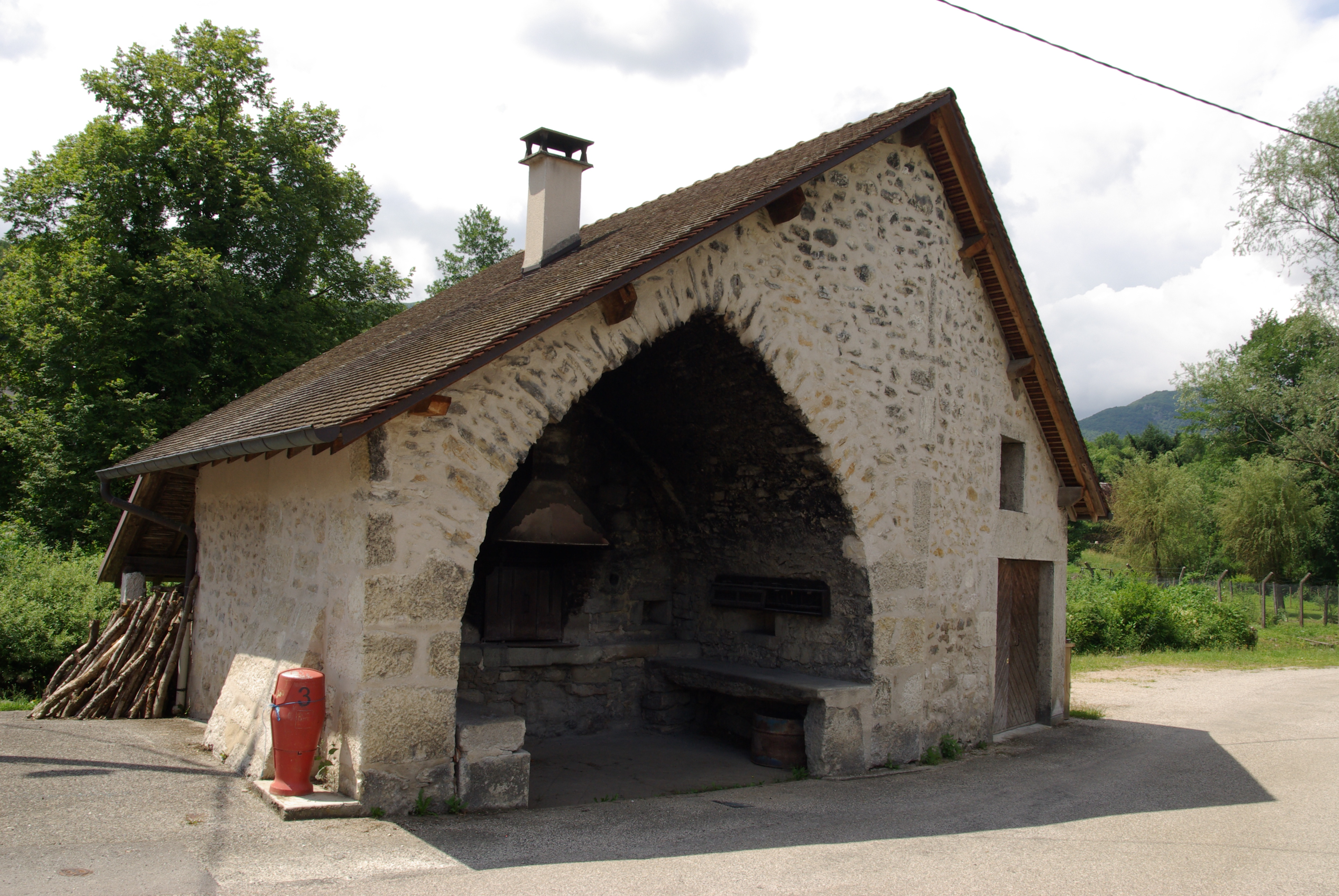
옛 가마

- 아르보렐라즈호 (lac d'Arboréiaz) - 콜로미외 북부에 위치한 작은 호수로, 장 베케르의 영화 와인이 흐르는 강 (1999년)과 내 정원사와의 대화 (2007년)의 촬영지로 알려져 있다.[3][4]

아르보렐라즈 호수의 풍경
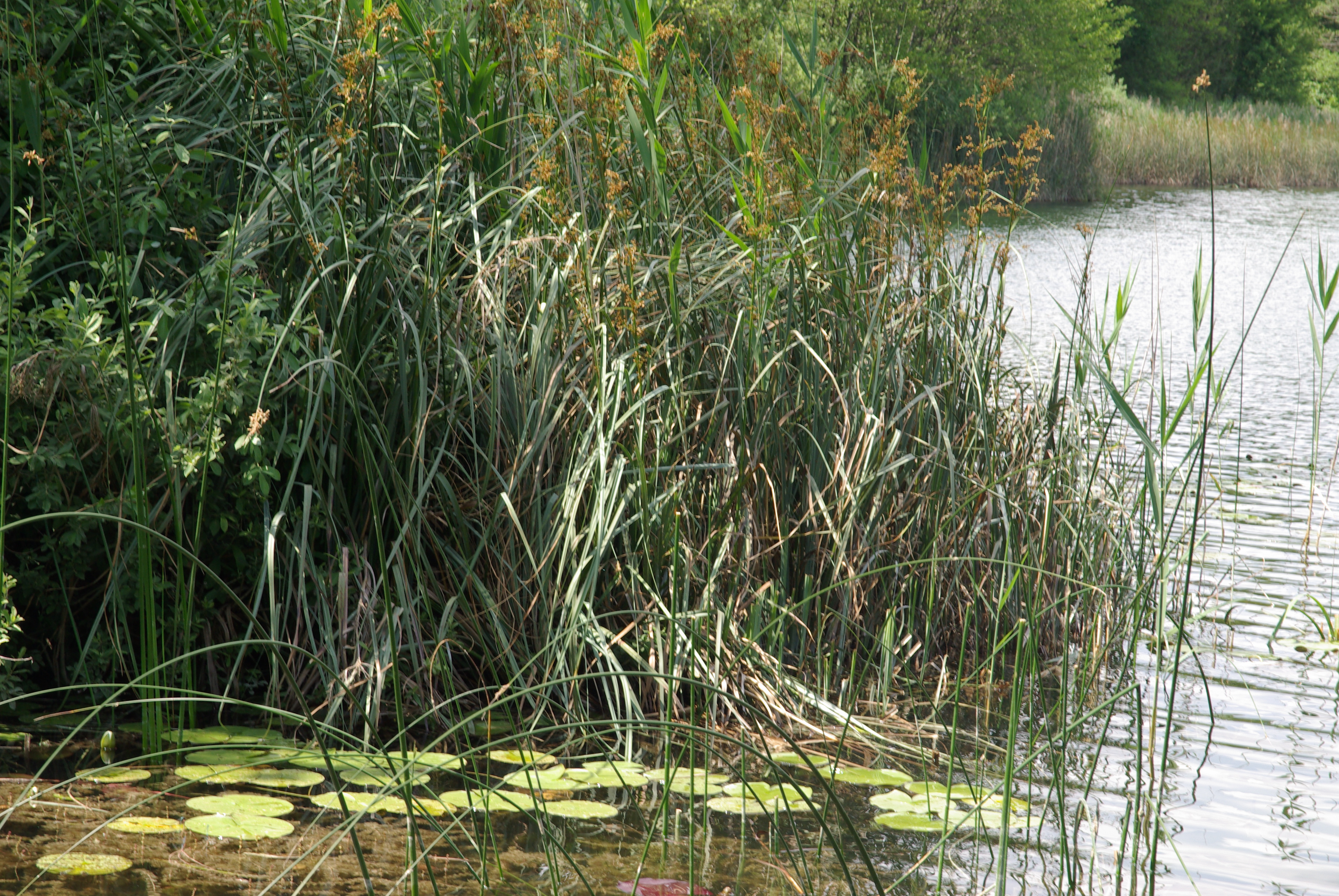
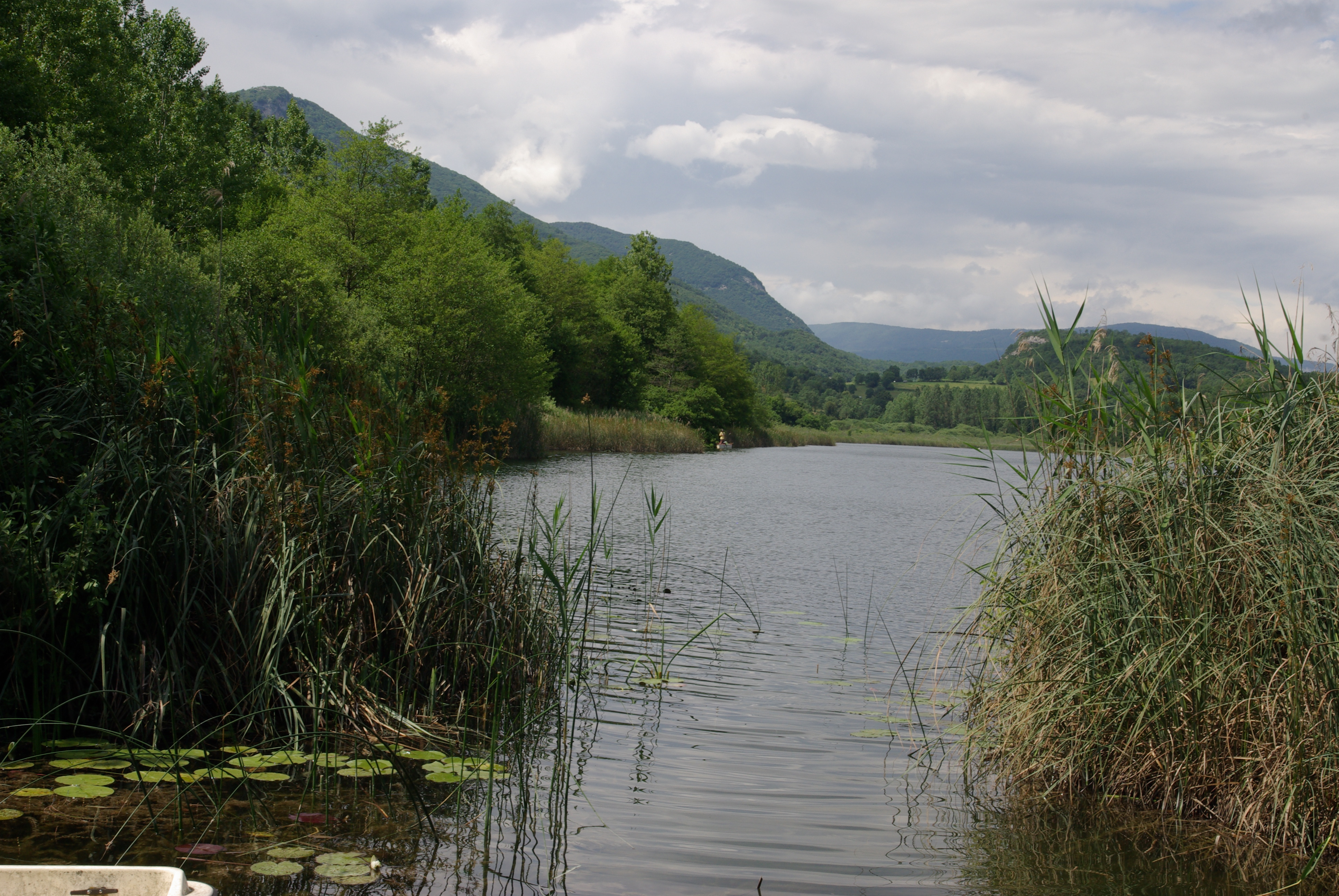

## 같이 보기
- 앵주의 코뮌 목록